# La Espero
A La Espero (magyar: A Remény, angol: The Hope, német: Die Hoffnung) az eszperantó nyelvi közösség himnusza – Himno Esperantista. A szöveget Lazar Markovics Zamenhof írta, és Félicien Menu de Ménil zenéje lett a legismertebb (1909). Maga a himnusz soha nem kapott hivatalos státuszt. A szöveget eredetileg a svéd Claes Adolf Adelsköld zenéjére énekelték 1891-től. További változatok is léteznek: a francia Achille Motteau és a lengyel zeneszerző, Andrzej Koszewski-től.
2013-ban Németországban is készült egy új zenei feldolgozás Olivia Irmengard Grassner és Fabian Sievers által.

## Szövege
1.
En la mondon venis nova sento,
Tra la mondo iras forta voko;
Per flugiloj de facila vento
Nun de loko flugu ĝi al loko.
Ne al glavo sangon soifanta
Ĝi la homan tiras familion:
Al la mond’ eterne militanta
Ĝi promesas sanktan harmonion.
2.
Sub la sankta signo de l’ espero
Kolektiĝas pacaj batalantoj,
Kaj rapide kreskas la afero
Per laboro de la esperantoj.
Forte staras muroj de miljaroj
Inter la popoloj dividitaj;
Sed dissaltos la obstinaj baroj,
Per la sankta amo disbatitaj.
3.
Sur neŭtrala lingva fundamento,
Komprenante unu la alian,
La popoloj faros en konsento
Unu grandan rondon familian.
Nia diligenta kolegaro
En laboro paca ne laciĝos,
Ĝis la bela sonĝo de l’ homaro
Por eterna ben' efektiviĝos.

## Zene
A himnusznak több megzenésített változata is létezik:
- Az első változatot komponálta: Claes A. Adelsköld – 1891
- Achille Motteau által komponált melódia, megjelent a brit The Esperantist c. újságban: (Vol. 1, No. 1). – 1903
- Félicien de Ménil – 1909
- Oscar Van Schoor megjelent a Belga Esperantisto c. újságban (4a jaro, no. 5). – 1912
- Melodio de Lech Mazurek komponita en 2017 kaj prezentita unuafoje dum la 36-a Pola Esperanto-Kongreso Bjalistok de la bandoj Frey-Lech Trio kaj Uku-Donaco Bjalistoko.[6]

Az Ido nyelv is használja a Ménil melódiát, csak más szöveggel.

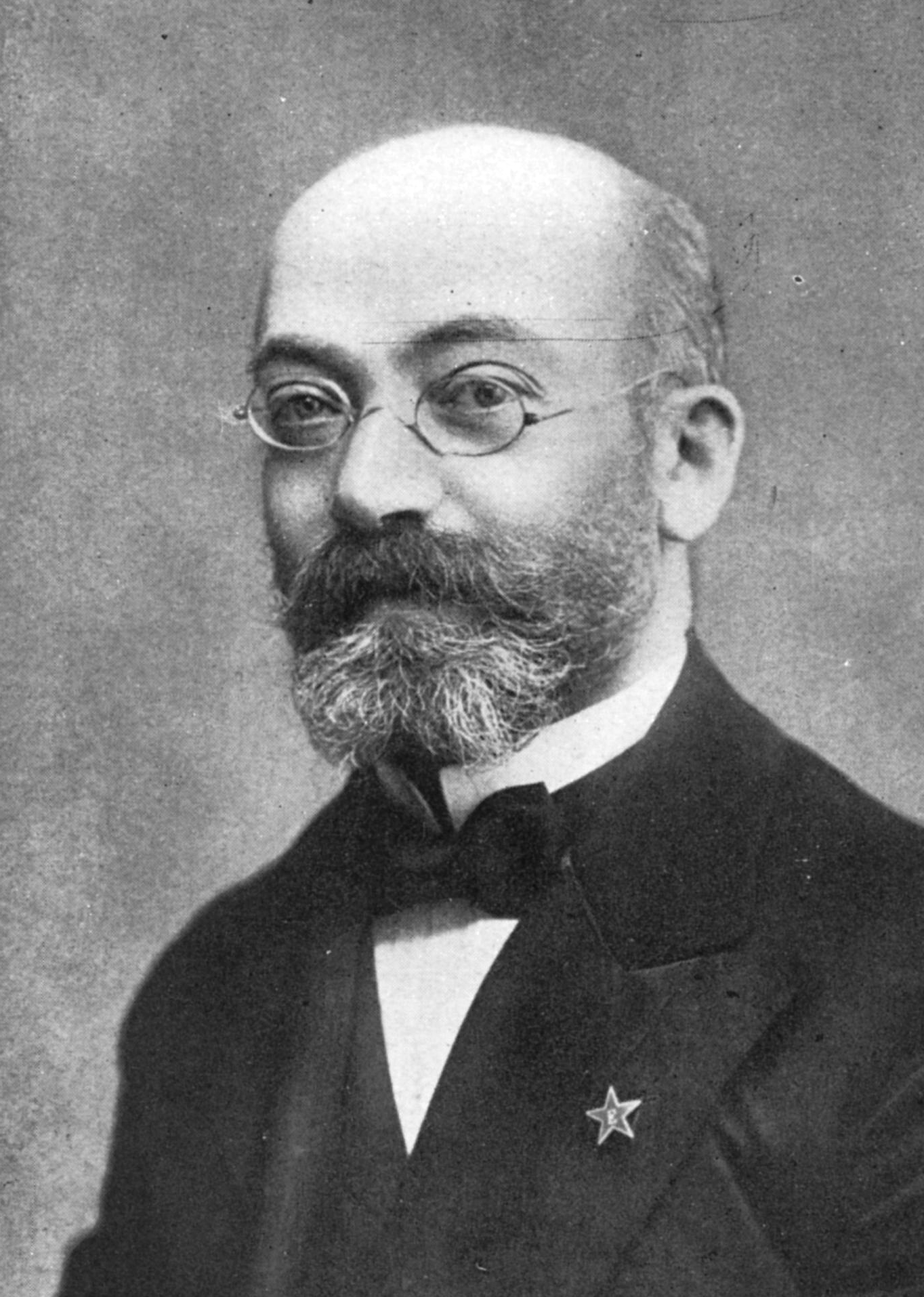
A himnusz szövegének írója L.L. Zamenhof
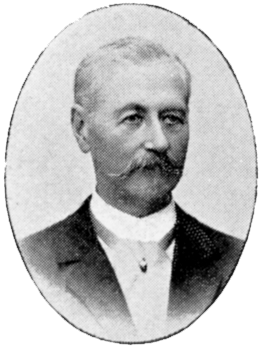
A himnusz zenéjének első zeneszerzője Claes Adolf Adelsköld.
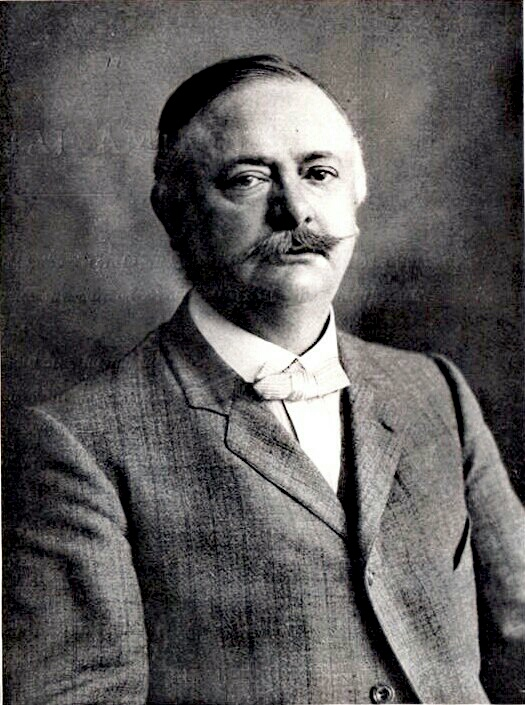
Menu de Ménil által szerzett zene lett a legismertebb Esperantujo-ban.

## Fordítás
Ez a szócikk részben vagy egészben  a   La Espero című eszperantó Wikipédia-szócikk ezen változatának fordításán alapul.  Az eredeti cikk szerkesztőit annak laptörténete sorolja fel. Ez a jelzés csupán a megfogalmazás eredetét és a szerzői jogokat jelzi, nem szolgál a cikkben szereplő információk forrásmegjelöléseként.

## További információ k
- Muziko de Claes A. Adelsköld
  - notoj kaj sondokumento
- Muziko de Achille Motteau (malmulte konata sed bele solena) 
  - notoj kaj sondokumento
  - Multformate PDF, MIDI kaj MusicXML
- Muziko de Félicien Menu de Ménil:
  - Notoj en IMSLP
  - notoj kaj sondokumento
  - prezento de Amira Chun okaze de la malfermo de la Monda Festivalo de Esperanto la 20-an de junio 2020
  - ĥora sondosiero kun filmeta prezento de la Esperanta teksto kaj de samtempa traduko al la franca
  - same kun filmeta prezento de la Esperanta teksto kaj de samtempa traduko al la portugala
- Filmetoj pri loka ĥoro Coral municipal de Herrera del Duque, La espero en YouTube la 30-an de junio 2016, dum inaŭguro de la 75-a Hispana Kongreso de Esperanto
- Filmetoj pri La espero en 100a UKo de Lillo, Francio en YouTube 2015